# Conti-Block
Der Conti-Block in Hannover war ein Ende der 1940er Jahre eigentlich nur provisorisch errichteter Ladenblock im Zentrum der niedersächsischen Landeshauptstadt, der dann jedoch für rund zwei Jahrzehnte an Stelle des heutigen Kröpcke-Centers Bestand haben sollte.

## Geschichte
Nachdem durch die Fliegerbomben während der Luftangriffe auf Hannover im Zweiten Weltkrieg des Hotel Continental und das gleichnamige Café Continental vollständig zerstört worden war, sollte das dreieckige Grundstück im Zentrum Hannovers zunächst für zukünftig größere städtebauliche Projekte reserviert bleiben. Aufgrund des Bedarfs an Ladenflächen entstand dann, nachdem die Hannoversche Presse am 18. Februar 1947 Entwürfe des Architekten Ernst Friedrich Ludwig Brockmann veröffentlicht hatte, schließlich nach Plänen des Architekten Karl Siebrecht 1949 ein lediglich als Provisorium gedachter, 2- bis 3-geschossiger Ladenblock unter Flachdach. Einer der Mieter – an alter Stelle – war der Optiker W. L. Becker.
1950 wurde im Conti-Block, an der Seite entlang der Ständehausstraße, das Amerikahaus integriert, bei dessen feierlicher Eröffnung der US-amerikanische Hochkommissar John Jay McCloy in Begleitung seiner Gattin eine Rede hielt und anschließend das Gebäude besichtigte.
Der Conti-Block war nur eines von mehreren baulichen Provisorien der Nachkriegszeit in Hannover, allerdings auch der größte, architektonisch anspruchsvollste und dauerhafteste: Das „Provisorium“ wurde erst 1970 aufgrund des Baus der U-Bahn-Station Kröpcke abgebrochen, um später darüber das Kröpcke-Center zu errichten.